# Бескауга
Беска́уга (каз. Бесқауға) — село у складі Екібастузької міської адміністрації Павлодарської області Казахстану. Входить до складу Кояндинського сільського округу.
Населення — 320 осіб (2021; 468 у 2009, 437 у 1999, 740 у 1989).
Національний склад станом на 1989 рік:
- казахи — 79 %